# Ferenc Pálinkás
Ferenc Pálinkás (* 11. Juni 1927 in Gyulavári; † 1. Januar 1993) war ein Offizier in der Volksrepublik Ungarn und war zuletzt Generalmajor (Vezérőrnagy) im Innenministerium (Belügyminisztérium) sowie von 1966 bis 1986 Chef des Polizeipräsidiums im Komitat Heves.

## Leben
Ferenc Pálinkás, Sohn von Zsuzsanna Szabó, besuchte acht Jahre die Grundschule und arbeitete daraufhin 1943 zunächst als Tagelöhner auf dem Gut Gyulavár. Anschließend begann er 1943 eine Berufsausbildung zum Maschinenschlosser in der Maschinenfabrik Láng in Budapest und arbeitete daraufhin von März 1945 bis zum 23. Februar 1949 wieder als Gelegenheitsarbeiter in seinem Geburtsort Gyulavári. Während dieser Zeit besuchte er 1947 drei Wochen die Parteischule der Ungarischen Kommunistischen Partei MKP (Magyar Kommunista Párt) sowie 1948 weitere vier Wochen die Parteischule der neu entstandenen Partei der Ungarischen Werktätigen MDP (Magyar Dolgozók Pártja).
Am 25. Februar 1949 wurde er Polizist auf Probe in der damaligen Staatsschutzbehöre ÁVH (Államvédelmi Hatóság) und war zunächst bis August 1949 in der ÁVH-Dienststelle Szolnok eingesetzt. Nachdem er zwischen August und November 1949 die Polizeischule besuchte, war er von Dezember 1949 bis Mai 1950 erneut in der ÁVH-Dienststelle Szolnok tätig und wurde dort am 1. Januar 1950 zum Unterleutnant (Alhadnagy) befördert. Anschließend arbeitete er zwischen Mai 1950 und November 1951 in verschiedenen Funktionen in der ÁVH-Dienststelle Békéscsaba und erhielt in diesen Verwendungen am 4. April 1951 seine Beförderung zum Leutnant (Hadnagy) und besuchte 1952 für weitere fünf Monate die Parteischule der MDP. Nach seiner Beförderung zum Oberleutnant (Főhadnagy) war er im November 1952 kurzzeitig in der ÁVH-Behörde im Komitat Békés und daraufhin zwischen November 1952 und November 1953 Absolvent der Schule des Volkskommissariats für Staatssicherheit NKGB in der Sowjetunion. Nach seiner Rückkehr fand er vom 11. Januar 1954 bis Oktober 1956 Verwendungen im Polizeipräsidium im Komitat Zala und wurde dort im Februar 1954 zum Hauptmann (Százados) sowie am 2. November 1955 zum Major (Őrnagy) befördert. Daneben besuchte er die Oberschule und legte 1955 sein Abitur ab.
Nach der Niederschlagung des Volksaufstandes (23. Oktober bis 4. November 1956) war Pálinkás vom 8. bis 31. Dezember 1956 für kurze Zeit Mitarbeiter des Polizeipräsidiums im Komitat Heves sowie zwischen dem 1. Januar und dem 24. Oktober 1957 des Polizeipräsidiums im Komitat Csongrád. Danach wechselte er ins Polizeipräsidium im Komitat Szabolcs-Szatmár und war zunächst vom 25. Oktober 1957 bis August 1962 Erster stellvertretender Chef des Polizeipräsidiums sowie Leiter der Abteilung für politische Ermittlungen, wobei er in dieser Funktion am 1. November 1961 zum Oberstleutnant (Alezredes) befördert wurde. Im August 1962 kam es zu einer neuerlichen Reorganisation der Staatsschutzaufgaben. Dabei wurde im Innenministerium die Abteilung II Politische Ermittlungen durch die Hauptgruppe BM III Staatssicherheit (Állambiztonsági) als die neue Organisation der politischen Polizei ersetzt. Innerhalb dieser Hauptgruppe wurden fünf Gruppen geschaffen, wobei József Galambos als erster Leiter der Hauptgruppe III Chef der Staatssicherheit wurde. Diese Organisation umfasste alle ungarischen Geheimdienste mit Ausnahme des militärischen Nachrichtendienstes (MNVK 2. Csoportfőnökség), der als Gruppe 2 dem Generalstab der Ungarischen Volksarmee MNVK (Magyar Néphadsereg Vezérkar) unterstellt war.
Ferenc Pálinkás blieb daraufhin von August 1962 bis zum 30. September 1966 weiterhin erster stellvertretender Chef des Polizeipräsidiums im Komitat Szabolcs-Szatmár und war als solcher zugleich in Personalunion Leiter der neu entstandenen Abteilung III Staatssicherheit des Polizeipräsidiums. In dieser Zeit war er 1963 Absolvent der Marxismus-Leninismus-Abenduniversität. Zuletzt wurde er am 1. Oktober 1966 Chef des Polizeipräsidiums im Komitat Szabolcs-Szatmár und hatte dieses Amt fast zwanzig Jahre lang bis zu seinem Eintritt in den Ruhestand am 31. März 1986 inne. In dieser Verwendung wurde er am 4. April 1968 zum Oberst (Ezredes) befördert und schloss 1972 ein Studium im Fach Geschichte an der Hochschule für Pädagogik (Pedagógiai Főiskola) ab. Er erhielt am 1. April 1975 zudem seine Beförderung zum Generalmajor (Vezérőrnagy) und besuchte ferner 1978 einen dreimonatigen Führungstrainingskurs an der Parteihochschule der aus der Partei der Ungarischen Werktätigen MDP hervorgegangenen Ungarischen Sozialistischen Arbeiterpartei MSZMP (Magyar Szocialista Munkáspárt). Als Polizeichef wurde er im November 1970 des Weiteren Mitglied des Exekutivkomitees des MSZMP-Komitees im Komitat Heves.